# Divorcé (pâtisserie)
Pour les articles homonymes, voir Divorce (homonymie).
Le divorcé est une pâtisserie française constituée de deux boules de forme longitudinale en pâte à choux, farcies de crème pâtissière et posées côte-à-côte. L'un des choux est parfumé au chocolat alors que le second est parfumé au café (d'où le divorce). La face supérieure des choux est recouverte de fondant du même parfum que la crème pâtissière, et une crème au beurre entre eux permet de les coller.
La recette est proche de celles de l'éclair, de la religieuse ou du salambo.